# Heteropterys lonicerifolia
Heteropterys lonicerifolia là một loài thực vật có hoa trong họ Malpighiaceae. Loài này được Triana & Planch. mô tả khoa học đầu tiên năm 1862.